# Melitta bicollaris
Melitta bicollaris är en biart som beskrevs av Warncke 1973. Melitta bicollaris ingår i släktet blomsterbin, och familjen sommarbin. Inga underarter finns listade i Catalogue of Life.